# Cihuela-Deza
Cihuela-Deza este o arie protejată (arie de protecție specială avifaunistică — SPA) din Spania întinsă pe o suprafață de 4.473,62 ha, integral pe uscat.

## Localizare
Centrul sitului Cihuela-Deza este situat la coordonatele 41°26′35″N 1°58′52″W / 41.443°N 1.981°V.

## Înființare
Situl Cihuela-Deza a fost declarat arie de protecție specială avifaunistică în noiembrie 2003 pentru a proteja 76 de specii de animale.

## Biodiversitate
Situată în ecoregiunea mediteraneană, aria protejată nu include niciun habitat protejat.
La baza desemnării sitului se află mai multe specii protejate de  păsări (76): uliu porumbar (Accipiter gentilis), uliu păsărar (Accipiter nisus), ciocârlie-de-câmp (Alauda arvensis), rață mare (Anas platyrhynchos), fâsă-de-câmp (Anthus campestris), fâsă de luncă (Anthus pratensis), lăstunul mare (Apus apus), acvilă de munte (Aquila chrysaetos), buha (Bubo bubo), pasărea ogorului (Burhinus oedicnemus), șorecarul comun (Buteo buteo), ciocârlie-cu-degete-scurte (Calandrella brachydactyla), Caprimulgus ruficollis, cânepar (Carduelis cannabina), sticlete (Carduelis carduelis), florinte (Chloris chloris), erete vânăt (Circus cyaneus), erete cenușiu (Circus pygargus), Clamator glandarius, porumbel de scorbură (Columba oenas), porumbel gulerat (Columba palumbus), prepeliță (Coturnix coturnix), cuc (Cuculus canorus), lăstun de casă (Delichon urbica), măcăleandru (Erithacus rubecula), șoim călător (Falco peregrinus), șoimul rândunelelor (Falco subbuteo), vânturel roșu (Falco tinnunculus), muscar negru (Ficedula hypoleuca), cinteză (Fringilla coelebs), Fringilla montifringilla, Galerida theklae, vulturul pleșuv sur (Gyps fulvus), Hieraaetus fasciatus, Hippolais polyglotta, rândunică (Hirundo rustica), capîntortură (Jynx torquilla), sfrâncioc cu cap roșu (Lanius senator), ciocârlie de pădure (Lullula arborea), privighetoare (Luscinia megarhynchos), ciocârlie de bărăgan (Melanocorypha calandra), prigoare (Merops apiaster), mierlă de piatră (Monticola saxatilis), mierlă albastră (Monticola solitarius), codobatură galbenă (Motacilla alba), vultur egiptean (Neophron percnopterus), pietrar mediteranean (Oenanthe hispanica), Oenanthe leucura, pietrar sur (Oenanthe oenanthe), grangur (Oriolus oriolus), ciuf-pitic (Otus scops), Parus caeruleus, pițigoi mare (Parus major), codroș de munte (Phoenicurus ochruros), pitulice de munte (Phylloscopus bonelli), pitulice de munte (Phylloscopus collybita), pitulice-fluierătoare (Phylloscopus trochilus), Pterocles orientalis, Pyrrhocorax pyrrhocorax, cristei de baltă (Rallus aquaticus), aușel sprâncenat (Regulus ignicapilla), mărăcinar negru (Saxicola torquatus), cănăraș (Serinus serinus), turturică (Streptopelia turtur), graur (Sturnus vulgaris), silvie cu cap negru (Sylvia atricapilla), silvie roșcată (Sylvia cantillans), Sylvia conspicillata, Sylvia hortensis, silvie de tufiș (Sylvia undata), spârcaci (Tetrax tetrax), sturzul viilor (Turdus iliacus), mierlă (Turdus merula), sturz-cântător (Turdus philomelos), sturzul de vâsc (Turdus viscivorus), pupăză (Upupa epops).